# Дарем, Эдит
Эдит Дарем (англ. Edith Durham, 8 декабря 1863 — 15 ноября 1944) — британская путешественница, исследовательница, писательница и художница, известная антропологическими исследованиями жизни Албании в начале XX века.

## Биография
Эдит родилась в 1863 году в семье хирурга Артура Эдварда Дарема (1834–1895). Была старшей из девяти детей. Она посещала Бедфордский колледж, первое высшее учебное заведение для женщин в Британии, а после его окончания в 1882 поступила в королевскую академию художеств, чтобы попробовать себя в качестве художницы. Позже её рисунки амфибий и рептилий войдут в опубликованную в 1899 году книгу Cambridge Natural History.
После смерти отца Эдит взяла на себя заботу о больной матери, чья болезнь длилась несколько лет. В 37 лет, по рекомендации врача, она отправилась в заграничный отпуск, чтобы восстановить силы. Тогда она решила отправиться по морю в Далмацию, затем из Триеста в Котор, а после по суше добраться в столицу Черногории. Эта поездка произвела неизгладимое впечатление на Дарем. Следующие двенадцать лет она путешествовала по Балканам, в основном по Албании, которая в то время была самой изолированной и слаборазвитой территорией Европы. Она работала в различных благотворительных организациях, рисовала и писала о жизни людей, собирала фольклор и предметы народного искусства (в том числе традиционные наряды и украшения). Её работа имела большое антропологическое значение, она часто писала статьи в журнал «Человек» и стала членом Королевского антропологического института. Однако именно славу ей принесли её книги, а не картины и коллекция. Она написала несколько книг, из которых наиболее известной стала High Albania, и она до сих пор пользуется популярностью.
Несмотря на то, что Дарем была одинокой женщиной-путешественницей, в Албании её хорошо приняли, а чуть позже даже окрестили «Mbretëresha e Malësoreve» (Королева горцев). После её смерти большая часть её работ и собранных ею коллекций была отдана разным музеям и университетам.